# Frontera entre Alemania y Francia
La frontera franco-alemana es el límite que separa Alemania y Francia. Ha sufrido múltiples modificaciones a lo largo de la historia y por diferentes motivos, desde la formación de estos dos países.

## Características

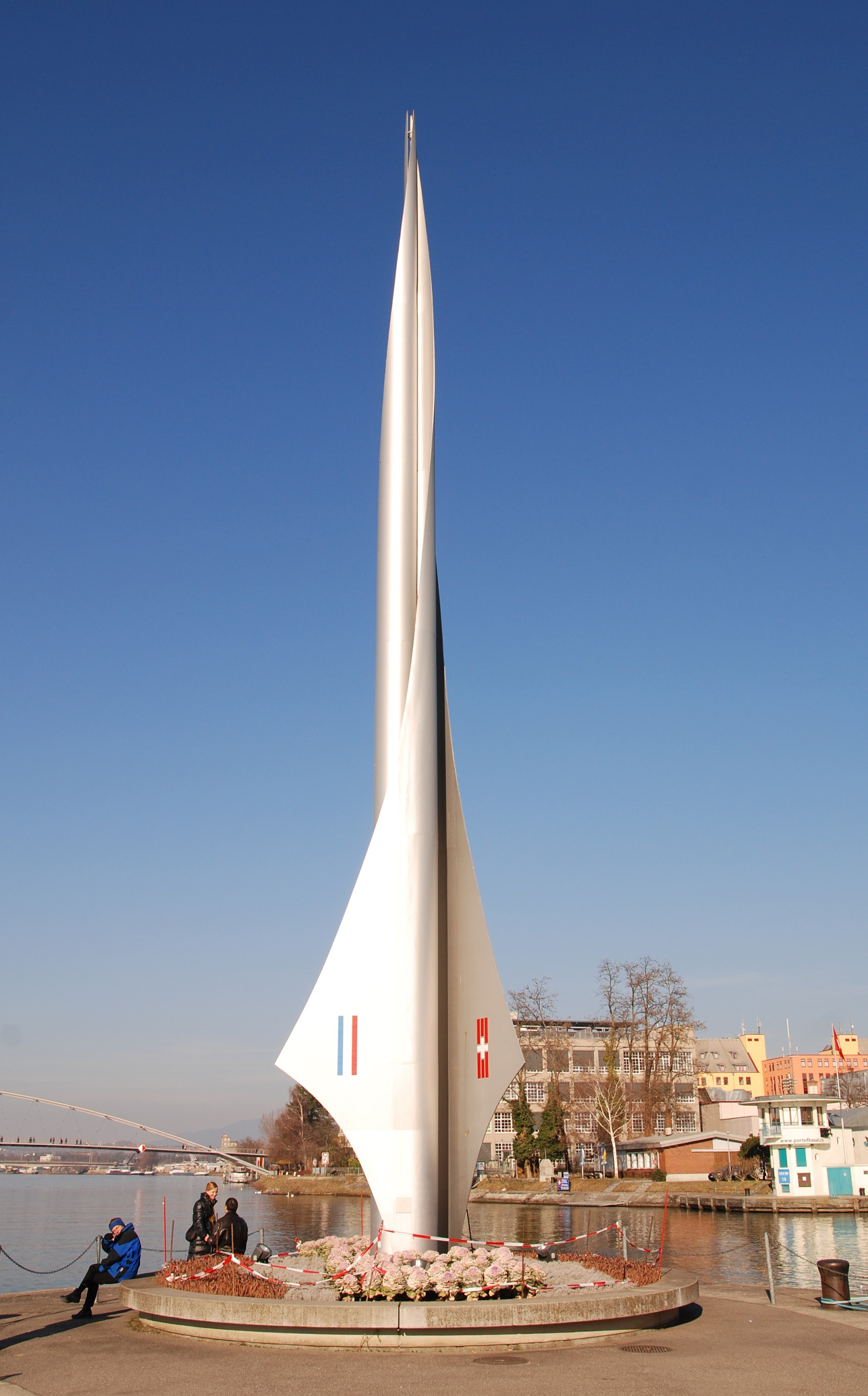
El Dreiländereck.

La frontera franco-alemana se extiende sobre 451 km, al este de Francia y al oeste de Alemania.
Inicia al noroeste al trifinio Alemania-Francia-Luxemburgo, hasta la conjunción del municipio alemán de Perl (estado de Sarre), del municipio francés de Apach (departamento de Mosela) y del municipio luxemburgués de Schengen (cantón de Remich). Este punto está ubicado sobre el Mosela.
La frontera sigue luego en dirección general hacia el este, hasta el Rin. Remonta entonces el curso de este hacia el sur hasta el trifinio Alemania-Francia-Suiza, ubicado en el Rin sobre los municipios de Weil am Rhein (Alemania, estado de Baden-Wurtemberg), de Huningue (Francia, departamento del Alto Rin) y la ciudad de Basilea (Suiza, cantón de Basilea). Este está simbolizado por el Dreiländereck, monumento situado aproximadamente a 150 metros al sudeste en territorio suizo.
La frontera separa tres estados alemanes (Baden-Wurtemberg, Renania-Palatinado y Sarre) de una región francesa (Gran Este) y tres departamentos (Alto Rin, Bajo Rin y Mosela) así como de importantes ciudades como Estrasburgo.

## Historia

Fronteras entre Francia y Alemania después del tratado de Fráncfort y evolución territorial de los departamentos de Alsacia y de Lorena desde 1871 a 1918.

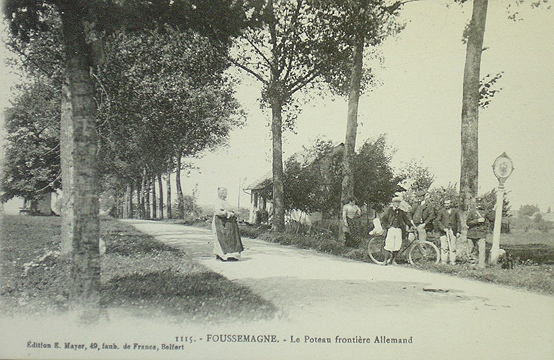
Frontera franco-alemana en Foussemagne, cerca de Belfort, en Francia, entre 1871 y 1918.

Hubo diversas rectificaciones de frontera en la zona del departamento de Mosela hasta la convención de 1829, sea varias cantones moselanos resultaron parcialmente o totalmente alemanes: Relling, Sarrelouis, Tholey, Sierck-les-Bains. Así como en la zona del Bajo Rin: la ciudad de Landau y varios territorios al norte del Lauter.
Desde la creación del Imperio alemán, el 18 de enero de 1871, esta frontera se ha desplazado cuatro veces, dos de ellas por tratados.
- Después de la derrota francesa de 1871, el Imperio alemán se anexó por el Tratado de Fráncfort esencialmente Alsacia (exceptuado lo que resultará en el Territorio de Belfort) y una parte de Lorena.

- Después de la Primera Guerra Mundial, Francia recuperó (oficialmente en enero de 1920 por el tratado de Versalles, pero en la práctica desde 1918) Alsacia-Lorena perdida en 1871. La frontera vuelve a su posición anterior, es decir la frontera de Francia con la Confederación de Alemania de Norte, el Reino de Baviera y el Gran Ducado de Baden. Durante la entreguerra, Alsacia y Mosela fueron defendidas por la vasta línea Maginot del lado francés y por la línea Sigfrido del lado alemán.

- Al inicio de la Segunda Guerra Mundial, después del armisticio del 22 de junio de 1940 que confirmó la derrota de Francia, Alsacia-Mosela fueron anexadas de facto por Alemania y organizada en una Gaue bajo administración alemana, a pesar de las protestas del gobierno de Vichy justificadas ya que la convención de armisticio no ponía en duda la soberanía francesa en Alsacia y Lorena.

- Esta situación tuvo final con la liberación del territorio francés en 1945 y ve desaparecer la administración alemana en Alsacia-Lorena y la frontera de hecho.

- Algunas modificaciones menores de trazado han tenido lugar en el bosque del Warndt en 1983.[cita requerida]